# Чемпіонат світу з хокею із шайбою серед жінок
Чемпіонат світу з хокею із шайбою серед жіночих команд — змагання, що організовується Міжнародною федерацією хокею із шайбою.

## Регламент
Турнір проводиться щорічно, за винятком років проведення Зимових Олімпійських ігор до 2018 року включно.
До участі в турнірі допускаються жіночі національні збірні команди з хокею із шайбою.
Турнір організований за системою з поділом на кілька дивізіонів — Топ-дивізіон, а також кілька нижчих дивізіонів, участь в іграх яких беруть команди нижчої спортивної майстерності. Кількість нижчих дивізіонів залежить від кількості поданих для участі заявок. У кожному дивізіоні проводиться самостійний турнір. Між дивізіонами відбувається щорічна ротація команд — найкращі команди переходять у вищий дивізіон, найгірші вибувають у нижчий. Переможець турніру в Топ-дивізіоні оголошується чемпіоном світу серед жіночих команд.

## Історія
Перший міжнародний турнір з хокею з шайбою серед жіночих команд відбувся ще 21—26 квітня 1987 року в Норт-Йорку (Онтаріо, (Канада). У турнірі брали участь 7 жіночих збірних команд, серед них збірна провінції Онтаріо як команда сторони, що приймає турнір. Першість виграла команда Канади. Під час проведення турніру відбулася зустріч представників сторін-учасниць з метою розробки стратегії лобіювання ІІХФ організації чемпіонату світу з хокею з шайбою для жіночих команд.
Перший офіційний турнір проведено 19—25 березня 1990 року в Оттаві (Канада). У турнірі взяли участь 8 команд: збірні Канади і США, а також Японії, яка виграла  азійський кваліфікаційний турнір, і 5 команд, що пройшли кваліфікаційний відбір у європейській зоні. Кваліфікаційним турніром для європейських збірних став перший чемпіонат Європи з хокею із шайбою серед жіночих команд 1989 року. Ігри першого офіційного чемпіонату проводилися тільки в Топ-дивізіоні.
Спочатку турнір проводився раз на два роки. Проте вже через три турніри система дала збій — 1996 року замість ігор першості світу був проведений 2-й (і останній) турнір «Тихоокеанського кубку», в рамках якого не виступали європейські команди. У 1998 році чемпіонат не проводився через проведення Зимових Олімпійських ігор 1998. Відтоді чемпіонат світу не проводиться в роки проведення Олімпіад.
Наступний чемпіонат світу відбувся 1999 року. З цього року він став щорічним і отримав сучасний формат.
У 2003 році чемпіонат світу, який мав пройти в Пекіні (КНР), був скасований через епідемію атипової пневмонії це було перше скасування змагань.
З 2019 року Топ-дивізіон розширили до десяти збірних.
Чемпіонат 2020 року був скасований через пандемію COVID-19, наступного року Топ-дивізіон провів турнір, а в нижчих дивіізіонах змагання були скасовані.
24 лютого 2022 року розпочалось вторгнення Росії в Україну. У зв'язку з цим 1 березня 2022 року Міжнародна федерація хокею із шайбою ухвалила рішення про виключення збірної Росії з турніру, їх замінили шведки.

## Призери
| Місце проведення               | Рік  | Золото                                      | Срібло                                      | Бронза                                      |
| ------------------------------ | ---- | ------------------------------------------- | ------------------------------------------- | ------------------------------------------- |
| Канада: Оттава                 | 1990 | Канада (1)                                  | США                                         | Фінляндія                                   |
| Фінляндія: Тампере             | 1992 | Канада (2)                                  | США                                         | Фінляндія                                   |
| США: Лейк-Плесід               | 1994 | Канада (3)                                  | США                                         | Фінляндія                                   |
| Канада: Кітченер               | 1997 | Канада (4)                                  | США                                         | Фінляндія                                   |
| Фінляндія: Еспоо, Вантаа       | 1999 | Канада (5)                                  | США                                         | Фінляндія                                   |
| Канада: Міссіссога             | 2000 | Канада (6)                                  | США                                         | Фінляндія                                   |
| США: Міннеаполіс               | 2001 | Канада (7)                                  | США                                         | Росія                                       |
| КНР: Пекін                     | 2003 | скасовано через епідемію атипової пневмонії | скасовано через епідемію атипової пневмонії | скасовано через епідемію атипової пневмонії |
| Канада: Галіфакс, Дартмут      | 2004 | Канада (8)                                  | США                                         | Фінляндія                                   |
| Швеція: Лінчепінг, Норрчепінг  | 2005 | США (1)                                     | Канада                                      | Швеція                                      |
| Канада: Вінніпег, Селкірк      | 2007 | Канада (9)                                  | США                                         | Швеція                                      |
| КНР: Харбін                    | 2008 | США (2)                                     | Канада                                      | Фінляндія                                   |
| Фінляндія: Вантаа, Гямеенлінна | 2009 | США (3)                                     | Канада                                      | Фінляндія                                   |
| Швейцарія: Цюрих, Вінтертур    | 2011 | США (4)                                     | Канада                                      | Фінляндія                                   |
| США: Берлінгтон                | 2012 | Канада (10)                                 | США                                         | Швейцарія                                   |
| Канада: Оттава                 | 2013 | США (5)                                     | Канада                                      | Росія                                       |
| Швеція: Мальме                 | 2015 | США (6)                                     | Канада                                      | Фінляндія                                   |
| Канада: Камлупс                | 2016 | США (7)                                     | Канада                                      | Росія                                       |
| США: Плімут (Мічиган)          | 2017 | США (8)                                     | Канада                                      | Фінляндія                                   |
| Фінляндія: Еспоо               | 2019 | США (9)                                     | Фінляндія                                   | Канада                                      |
| Канада: Галіфакс, Труро        | 2020 | скасовано через пандемію COVID-19           | скасовано через пандемію COVID-19           | скасовано через пандемію COVID-19           |
| Канада: Галіфакс, Труро        | 2021 | Канада (11)                                 | США                                         | Фінляндія                                   |
| Данія: Гернінг, Фредеріксгавн  | 2022 | Канада (12)                                 | США                                         | Чехія                                       |
| Канада: Брамптон               | 2023 | США (10)                                    | Канада                                      | Чехія                                       |
| США: Ютіка                     | 2024 | Канада (13)                                 | США                                         | Фінляндія                                   |
| Чехія: Чеські Будейовиці       | 2025 | США (11)                                    | Канада                                      | Фінляндія                                   |
| Канада:                        | 2026 |                                             |                                             |                                             |

## Таблиця медалей
| № | Країна    | Золото | Срібло | Бронза | Всього |
| 1 | Канада    | 13     | 10     | 1      | 24     |
| 2 | США       | 11     | 13     | 0      | 24     |
| 3 | Фінляндія | 0      | 1      | 15     | 16     |
| 4 | Росія     | 0      | 0      | 3      | 3      |
| 5 | Швеція    | 0      | 0      | 2      | 2      |
| 5 | Чехія     | 0      | 0      | 2      | 2      |
| 6 | Швейцарія | 0      | 0      | 1      | 1      |